# Möckel
Möckel bzw. Moeckel ist ein deutscher Familienname.

## Namensträger
- Aljonna Möckel (* 1941), deutsche Schriftstellerin und Übersetzerin
- Andreas Möckel (1927–2019), deutscher Sonderpädagoge und Hochschullehrer
- Axel Möckel (1949–1999), deutscher Maler
- Claus Möckel (1921–2019), deutscher Architekt
- Christian Möckel (Fußballspieler) (* 1973), deutscher Fußballspieler und -funktionär
- Christian Möckel (Philosoph) (1952–2023), deutscher Philosoph und Hochschullehrer
- Christoph Möckel (* 1986), deutscher Jazzmusiker
- Else Möckel (1901–1976), deutsche Malerin und Porzellangestalterin
- Gerald Möckel (1935–2012), deutscher Diplomat, Botschafter der DDR
- Gerd Möckel (* 1943), deutscher Politiker (CDU)
- Gottfried Möckel (1926–2009), deutscher Musikverleger
- Gotthilf Ludwig Möckel (1838–1915), deutscher Architekt und Baumeister
- Günter Möckel (1933–2019), deutscher Generalmajor
- Hagen Möckel (* 1964), deutscher Schauspieler
- Hans Moeckel (1923–1983), Schweizer Komponist und Dirigent
- Helmut Möckel (Politiker) (1909–1945), deutscher Politiker (NSDAP)
- Helmut Möckel (Fußballspieler) (1921–2011), deutscher Fußballspieler
- Hermann Möckel (1849–1920), deutscher Seminaroberlehrer, Stadtverordnetenvorsteher, Vereins- und Verbandsfunktionär
- Ingrun Helgard Möckel (1941–1977), deutsches Fotomodell
- Jens Möckel (* 1988), deutscher Fußballspieler
- Karl Möckel (1901–1948), deutscher SS-Oberführer
- Karl-Heinz Möckel (* 1947), deutscher Politiker (CDU)
- Klaus Möckel (* 1934), deutscher Schriftsteller, Herausgeber und Übersetzer
- Kurt Möckel (1901–unbekannt), deutscher Chemiker und Unternehmer
- Lutz Möckel (* 1956), deutscher Fußballspieler
- Otto Möckel (1869–1937), deutscher Geigenbauer
- Phillip Möckel (1821–1894), war ein Fabrikant und Hersteller des Homburg (Hut)
- Sigfried Möckel (1923–1987), deutscher Politiker (LDPD), Bürgermeister in Eisenach
- Thomas Moeckel (* 1950), Schweizer Jazzmusiker
- Ulrich Möckel (* 1964), deutscher Heimatforscher
- Ulrike Möckel (* 1956), deutsche Synchronsprecherin und Schauspielerin
- Ursula Möckel (* 1951), deutsche Wasserspringerin
- Uta Möckel (* 1964), deutsche Marathonläuferin, siehe Uta Diezel
- Werner Möckel (1923–1960), deutscher Fußballspieler
- Wilfried Möckel (1932–2020), deutscher Zahnmediziner und Generalarzt